# Сандерленд
Са́ндерленд (англ. Sunderland) — місто в англійському графстві Тайн-енд-Вір, центр адміністративного району Сіті-оф-Сандерленд.

## Історія
Перші поселення на місці сучасного Сандерленда відомі ще з новокам'янної доби та часів Стародавнього Риму. 
У 674 році був заснований монастир Вермауз енд Джерроу, що поклало початок історії міста. Наприкінці VIII століття, район був захоплений вікінгами й до середини IX століття монастир був покинутий. На початку XII століття на місці Сандерленда знаходилася невелике рибальське село. З середини XIV століття почало розвиватися суднобудування, а з 1589 року стала перероблятися харчова сіль. В наш час[коли?] Сандерленд — великий порт, у місті розташовуються підприємства суднобудування, деревообробки, швейної промисловості, виробництва паперу, радіотехніки, скла. Поблизу міста ведеться видобуток кам'яного вугілля, яке вивозиться через порт.

## Населення
Згідно з переписом 2001 року, в місті проживає 177 739 жителів, це 26-й за чисельністю населення населений пункт в Англії. 98,1 % жителів належать до білої раси. 81,5 % вважають себе християнами, 9,6 % — нерелігійними; ті, що залишилися належать до інших конфесій чи не назвали своє віросповідання.

## Географія та клімат
Сандерленд розташований на узбережжі Північного моря в гирлі річки Вір, клімат в місті вологий, вітряний і туманний.

## Спорт
Найпоширеніший вид спорту в місті — футбол. Професійний клуб «Сандерленд» виступає в другому за силою дивізіоні, Чемпіоншипі. Клуб був чемпіоном Англії 6 разів, востаннє у 1936 році. Стадіон клубу, «Стадіон Світла», вміщає близько 49 тисяч глядачів. Також у місті є і клуб з жіночого футболу.
Також за місто виступають аматорські клуби з регбі та крикету.
У 1966 році в місті на стадіоні «Рокер Парк» (попередній домашній стадіон «Сандерленда») проходили матчі чемпіонату світу з футболу, в яких, зокрема, брала участь збірна СРСР.

## Відомі особистості
У місті народилась:
- Люсі Аткінсон (1820—1863) — англійська мандрівниця.

## Міста-побратими
- Ессен
- Сен-Назар
- Вашингтон
- Харбін

## Галерея

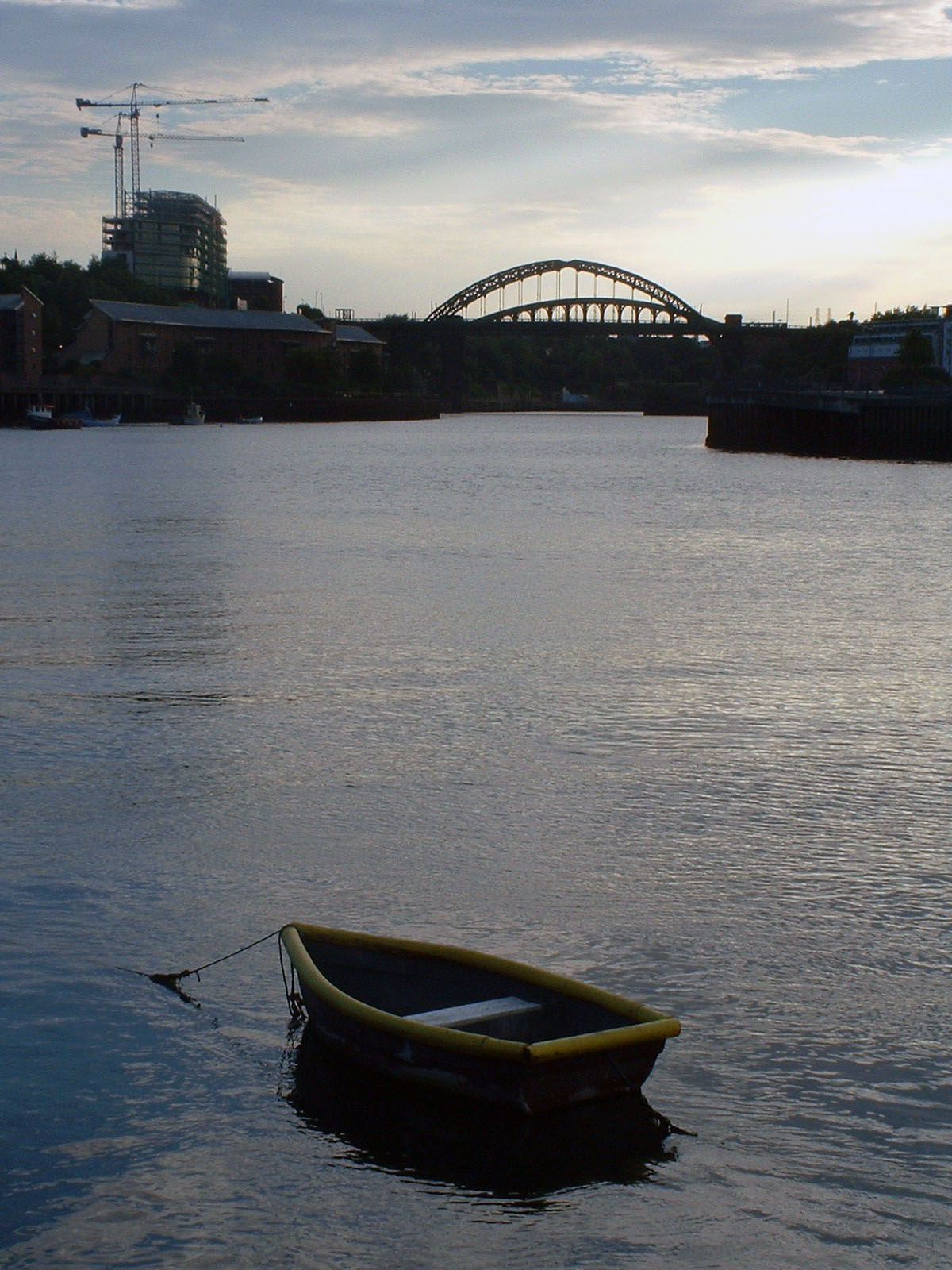
Міст Вірмут
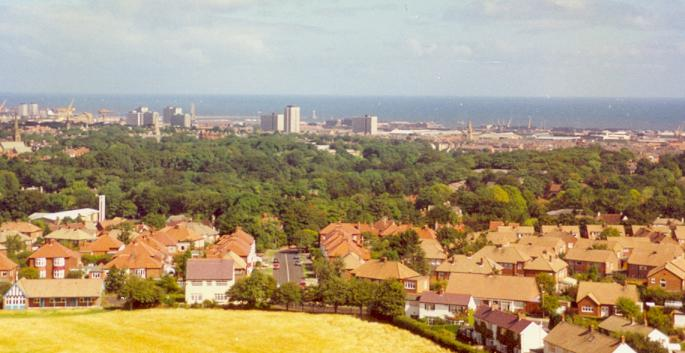
Сандерленд 1989 року
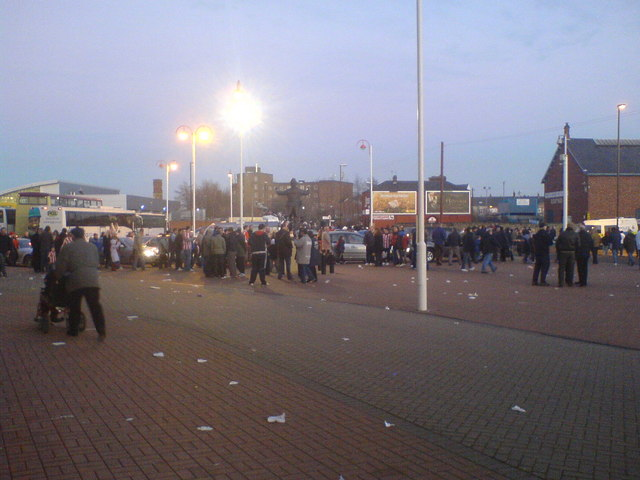
На вулиці поблизу стадіону
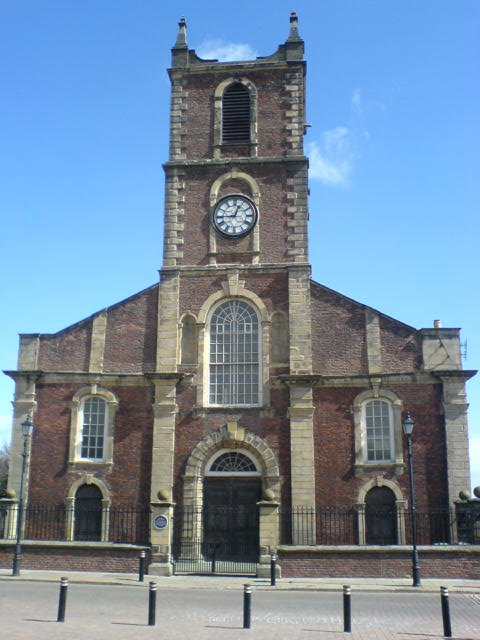
Церква Святої Троїці